# Coolgreany
Coolgreany (iriska: Cúil Ghréine) är en ort i republiken Irland.   Den ligger i grevskapet Loch Garman och provinsen Leinster, i den östra delen av landet, 60 km söder om huvudstaden Dublin. Coolgreany ligger 55 meter över havet och antalet invånare är 370.
Terrängen runt Coolgreany är platt åt sydost, men åt nordväst är den kuperad. Närmaste större samhälle är Arklow, 7,2 km nordost om Coolgreany. Trakten runt Coolgreany består i huvudsak av gräsmarker.